# Байсерке (платформа)
Станция Байсерке (каз. Байсерке станциясы) — железнодорожная станция Казахстанских железных дорог, расположенная в Байсерке.